# El Bejucal, Ixtaczoquitlán
El Bejucal är en ort i Mexiko.   Den ligger i kommunen Ixtaczoquitlán och delstaten Veracruz, i den sydöstra delen av landet, 230 km öster om huvudstaden Mexico City. El Bejucal ligger 1 125 meter över havet och antalet invånare är 120.
Terrängen runt El Bejucal är huvudsakligen kuperad, men söderut är den bergig. Terrängen runt El Bejucal sluttar österut. Runt El Bejucal är det tätbefolkat, med 550 invånare per kvadratkilometer. Närmaste större samhälle är Córdoba, 12,4 km öster om El Bejucal. Trakten runt El Bejucal består till största delen av jordbruksmark.